# Spiral Trackway
Spiral Trackway è il cinquantaduesimo album in studio del chitarrista statunitense Buckethead, pubblicato il 3 settembre 2013 dalla Hatboxghost Music.

## Il disco
Ventunesimo disco appartenente alla serie "Buckethead Pikes", Spiral Trackway è uscito in contemporanea al successivo Sphere Facade, dischi inizialmente pubblicati senza titolo e resi disponibili in edizione limitata, numerata e autografata da Buckethead.
Il 14 luglio 2014, l'album è stato ufficialmente pubblicato per il formato digitale.

## Tracce
Musiche di Buckethead.
1. Spiral Trackway – 4:33
2. Center Platform – 4:34
3. Aluminum Hub – 3:41
4. Fiber Optic Gateway – 3:37
5. Solar Satellite – 1:02
6. Symphony of the Seed – 4:14
7. Micro and Macro World – 4:05
8. Hyacinth – 5:04

## Formazione
- Buckethead – chitarra, basso, programmazione